# برن‌اشتات آن در آیگن
شهر برن‌اشتات آن در آیگن در ایالت زاکسن در کشور آلمان واقع شده است.